# Woodsia appalachiana
Woodsia appalachiana är en hällebräkenväxtart som beskrevs av T. M. C. Taylor. Woodsia appalachiana ingår i släktet Woodsia och familjen Woodsiaceae. Inga underarter finns listade.